# Francesc Prat (organista)
Francesc Prat fou organista del santuari de Santa Maria del Collell durant les darreries del segle xvii. Entre 1679 i 1688 Francesc Prat i Joan Verdalet van aportar el seu testimoni a favor de Gabriel Nadal, en un judici degut a un conflicte d’interès econòmic amb dos antics residents de la comunitat de Sant Esteve d’Olot.